# Ariel (serie de televisión)
Ariel, también comercializada como Disney Jr.'s Ariel, es una serie de televisión animada estadounidense producida por Wild Canary Animation. La serie está inspirada en "La Sirenita" de Hans Christian Andersen, la película animada de 1989 del mismo nombre de Walt Disney Animation Studios y la adaptación de acción real de 2023. Fue estrenada en Disney Jr. el 27 de junio de 2024.

## Premisa
Ariel es una joven sirena que crece con sus amigos en el reino submarino de Atlántica. Mientras asiste al campamento de magia impartido por su tía Úrsula, Ariel emprende numerosas aventuras, aprendiendo sobre su entorno caribeño e inspirando a otros con su voz.

## Personajes

### Principales
- Ariel (voz original de Mykal-Michelle Harris), una princesa sirena de 8 años del reino submarino de Atlántica.[4]
- Rey Tritón (voz original de Taye Diggs como adulto, Jeremiah Felder como niño), el padre de Ariel, hermano de Úrsula, y rey de Atlántica.[4]
- Úrsula (voz original de Amber Riley), una bruja marina, hermana de Tritón, y tía y profesora de Ariel.[4] A diferencia de las versiones del personaje en las películas y otros medios, esta versión de Úrsula no es antagónica.
  - Ebb y Flo, dos morenas, son las mascotas de Úrsula[5]
- Lucia (voz original de Elizabeth Phoenix Caro) una amiga de Ariel.[4]
- Fernie (voz original de Cruz Flateau) un amigo de Ariel.[4]
- Flounder (voz original de Gracen Newton) un joven pez, amigo de Ariel.[4]

### Recurrentes
- Sebastián (voz original de Kevin Michael Richardson), un cangrejo que es el compositor real y uno de los amigos de Ariel.[6]
- Ayanna (voz original de Dana Heath), es la hermana gemela de Alanna y la hermana mayor de Ariel.[6]
- Alanna (voz original de Jessica Mikayla), es la hermana gemela de Ayanna y la hermana mayor de Ariel.[6]

## Recepción

### Recepción crítica
Caleb Gottry de Plugged In elogió cómo Ariel representa amistades mixtas y del mismo género, y afirmó que los niños aprenden lecciones sobre el perdón, la paciencia y la responsabilidad a través del programa. Ashley Moulton, de Common Sense Media, le otorgó a Ariel una calificación de cinco estrellas sobre cinco y destacó la representación de mensajes positivos y ejemplos a seguir, afirmando que el personaje de Ariel es amable y cariñoso. Reconoció el valor educativo de la serie, afirmando que Ariel enseña lecciones sociales y emocionales, y escribió: "Una nueva versión de la querida sirena deleitará a los espectadores más pequeños".

### Reconocimientos
Ariel fue nominada a la Mejor Producción de Televisión/Medios Animados para Niños en Edad Preescolar en la 52.ª edición de los Premios Annie. También recibió una nominación a la Mejor Serie Animada en la 56.ª edición de los Premios NAACP Image.

## Refrerencias
1. ↑  Lang, Jamie (11 de junio de 2024). «Disney Unveils 'Moon Girl' Musical Shorts Series, 'Big City Greens' Season 5 Order and First-Look Clip for 'Disney Junior's Ariel' (EXCLUSIVE)». Variety (en inglés estadounidense). Consultado el 1 de marzo de 2025.
2. ↑  Sanchez, Flora (8 de mayo de 2024). «New Preschool Series Inspired by 'The Little Mermaid' to Launch on Disney+ June 28». Media Play News. Consultado el 1 de marzo de 2025.
3. ↑  Mishra, Shrishty (30 de marzo de 2024). «The Little Mermaid Has "Fin-tastic" Adventures in First Disney Junior's Ariel Trailer». Collider. Valnet Inc.
4. 1 2 3 4 5 6  Andreeva, Nellie (18 de agosto de 2023). «Mickey Mouse Clubhouse Revival Leads Disney Junior Slate; Taye Diggs To Voice King Triton With Amber Riley As Ursula In Ariel Animated Series». Deadline Hollywood (en inglés). Penske Media Corporation. Archivado desde el original el 21 de agosto de 2023. Consultado el 21 de agosto de 2023.
5. ↑  «Atlantica Day / A Winner's Spirit». DisneyNow. 27 de junio de 2024. Archivado desde el original el 29 de junio de 2024.
6. 1 2 3  «"Disney Jr.'s Ariel" to Make a Splash Thursday, June 27». Disney Branded Television. 8 de mayo de 2024. Consultado el 22 de mayo de 2024 – vía The Futon Critic.
7. ↑  Gottry, Caleb. «Disney Junior's Ariel». Plugged In. Consultado el 6 de julio de 2024.
8. ↑  Moulton, Ashley. «Disney Jr.'s Ariel TV Review». Common Sense Media. Consultado el 6 de julio de 2024.
9. ↑  Milligan, Mercedes (20 de diciembre de 2024). «Annie Awards Nominees: 'The Wild Robot' Leads with 10 Nods». Animation Magazine (en inglés estadounidense). Consultado el 1 de marzo de 2025.
10. ↑  Lewis, Hilary (9 de febrero de 2025). «Annie Awards: 'The Wild Robot' Sweeps Its Categories With Nine Wins, Including Best Feature». The Hollywood Reporter (en inglés estadounidense). Consultado el 1 de marzo de 2025.
11. ↑  Jackson, Angelique (7 de enero de 2025). «NAACP Image Awards: Ayo Edebiri, Keke Palmer, GloRilla, 'The Piano Lesson' and 'Fight Night' Lead Nominations». Variety (en inglés estadounidense). Consultado el 1 de marzo de 2025.
12. ↑  Lewis, Hilary (19 de febrero de 2025). «NAACP Image Awards: Ayo Edebiri, Taraji P. Henson, Samuel L. Jackson, Keke Palmer Among Night One Non-Televised Winners». The Hollywood Reporter (en inglés estadounidense). Consultado el 1 de marzo de 2025.

- Datos: Q121863673